# Этельстан
Этельстан (А́тельстан; др.-англ. Æðelstān; около 895 — 27 октября 939) — король Англии в 924—939 годах из Уэссекской династии; сын Эдуарда Старшего и его первой жены Эгвины. Современные историки считают его первым королём Англии и одним из величайших англосаксонских королей, эпоха правления которого ознаменована периодом наивысшего расцвета англосаксонского английского королевства. У него не было детей, поэтому ему наследовал его единокровный брат Эдмунд.
Когда в июле 924 года умер король Эдуард Старший, Этельстан получил в управление Мерсию. Его единокровный брат Этельвирд был признан королём Уэссекса и мог быть коронован, если бы не умер спустя несколько недель после смерти отца. В течение нескольких месяцев в Уэссексе не признавали Этельстана новым королём, поэтому он был коронован только в сентябре 925 года. В 927 году он покорил Йорк и впервые в истории все земли Англии оказались под властью одного правителя. В 934 году он вторгся на территорию современной Шотландии.

## Исторические источники
Правление короля Этельстана пришлось на период истории Англии, крайне скудно освещённый в источниках. «Англосаксонская хроника» ограничивается лаконичным перечислением событий. Наиболее подробно описано сражение при Брунанбурге, однако здесь текст хроники представляет собой лишь запись англосаксонской поэмы, более ценной для истории английской литературы, чем для самого описания правления. Дополнения о времени Этельстана, часто очень значительные, содержатся в сочинениях позднейших английских хронистов, таких как Вильям Мальмсберийский и Симеон Даремский, однако источники их сведений пока точно не установлены и о степени их достоверности среди историков идут дискуссии. Также факты о правлении короля Этельстана содержатся в «Нантской хронике», анналах Флодоарда и других хрониках.
Из современных Этельстану источников наиболее важными считаются хартии, выданные королём или его канцелярией. Благодаря им можно подробно, особенно за период 927—932 годов, проследить пути перемещения короля и определить круг его окружения. Именно благодаря хартиям установлена та ведущая роль, которую Этельстан играл среди правителей Британии своего времени. Важны также законодательные акты, изданные Этельстаном. Распространённость монет Этельстана по территории Британии показывает степень влияния Англии на сопредельные страны в этот период.
Среди дарений, сделанных Этельстаном, наиболее важными являются две рукописи, подаренные королём особо им почитаемому монастырю Святого Кутберта (современный Честер-ле-Стрит в графстве Дарем), в которых содержатся наиболее ранние прижизненные изображения королей Англии.

## Биография

### Борьба за престол

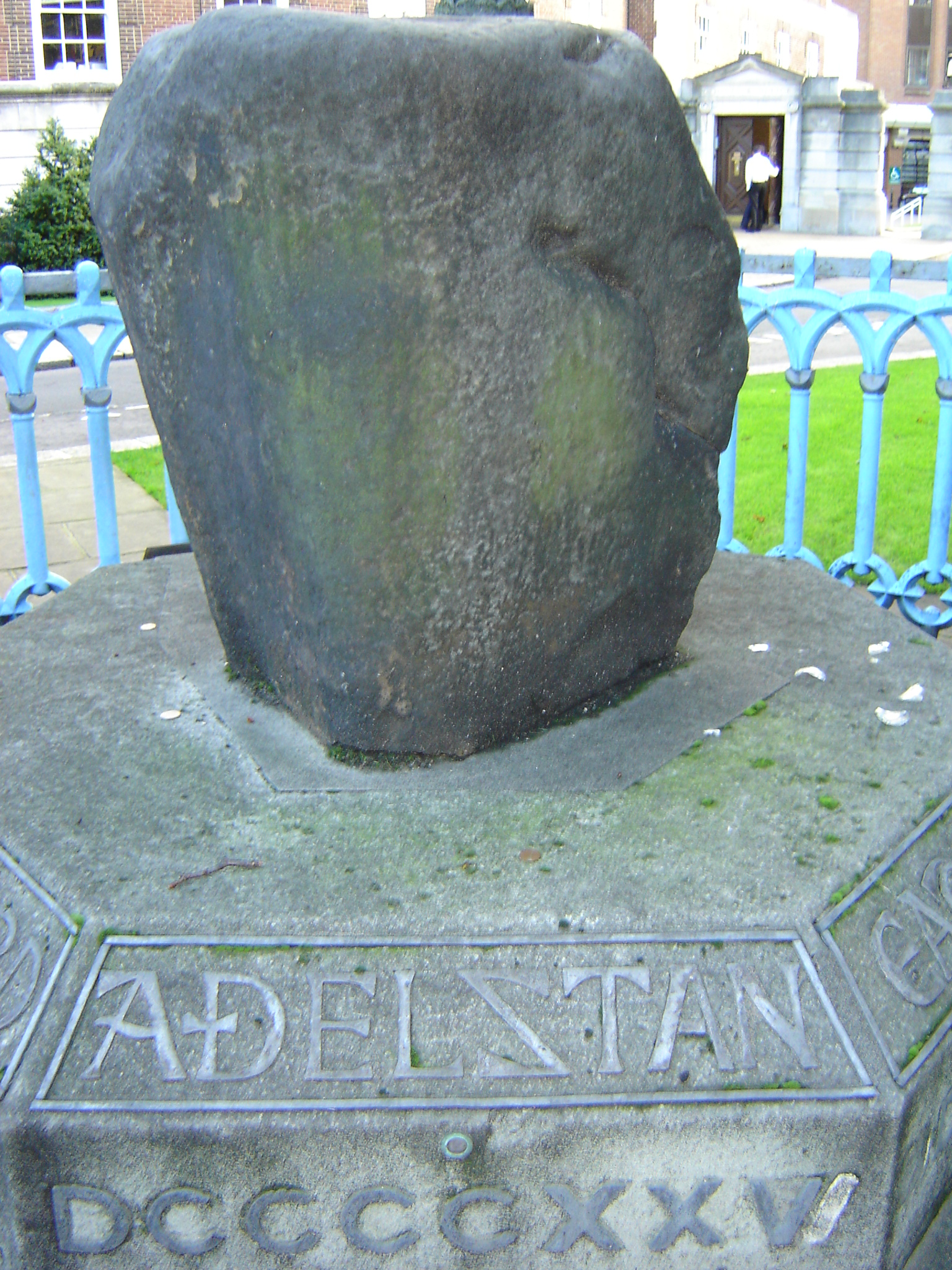
Коронационный камень Этельстана на современном постаменте в Кингстон-апон-Темс

Отцом Этельстана был король Эдуард I Старший, а матерью, по сообщению Вильяма Мальмсберийского, — простая пастушка Эгвина, которую Эдуард любил ещё до вступления в законный брак. В раннем детстве Этельстан был отправлен своим отцом в Мерсию, где воспитывался при дворе своей тётки, правительницы Этельфледы. Это дало ему поддержку мерсийской знати, которая будет проявлять лояльность к Этельстану во всё время его правления. Ещё до смерти короля Эдуарда Этельстан стал знаменит благодаря своей храбрости в войнах с данами.
Точно неизвестно, кого из своих сыновей Эдуард Старший назвал своим преемником — Этельстана, как об этом сообщается в «Англосаксонской хронике», или одного из своих законных сыновей, как следует из последующего развития событий, но после его смерти 17 июля 924 года витенагемот избрал новым королём Англии сводного брата Этельстана Этельвирда. Этельстан получил Мерсию с титулом короля. Однако Этельвирд уже 2 августа неожиданно умер, и ряд источников утверждают, что он был убит по приказу Этельстана. После этого Этельстан провозгласил себя королём всей Англии. Из-за ограниченности источников историки до сих пор не могут установить, был ли Этельстан сразу признан королём, но предполагают, что в Уэссексе он имел серьёзного оппонента в лице другого сводного брата, Эдвина, и именно этим объясняется поздний срок коронации Этельстана, которая состоялась в Кингстон-апон-Темс только 4 сентября 925 года.
В последующие годы Этельстану удалось расправиться со всеми возможными претендентами на престол. Заговор некоего Альфреда, заявлявшего об отсутствии у Этельстана прав на престол из-за его незаконнорождённости, был раскрыт, его участники понесли наказание, а сам Альфред умер в Риме, куда он был отправлен Этельстаном, чтобы получить прощение за мятеж от самого папы римского. Брат Этельстана, Эдвин, в 933 году утонул в море, и хронисты Вильям Мальмсберийский и Симеон Даремский заявляют, что его смерть была подстроена королём Этельстаном.

### Подчинение Данелага
Главным событием первых лет правления Этельстана стало полное подчинение Англии последней части Данелага — скандинавской Нортумбрии. Хотя короли Йорка при Эдуарде Старшем признавали над собой верховную власть короля Англии, после его смерти они стали управлять своими землями совершенно независимо. Желая упрочить связи между английской королевской семьёй и правителем Нортумбрии, Этельстан 30 января 926 года встретился в Тамуорте с королём Йорка Сигтриггом и выдал за него одну из своих сестёр. Это был второй брак Сигтригга, и от первого брака он уже имел взрослого сына. В ответ Сигтригг вновь признал над собой верховную власть английского короля и принял крещение.
Однако в конце весны или начале лета 927 года король Йорка неожиданно умер. Новыми королями были провозглашены сын Сигтригга от первого брака Олав Кваран и брат умершего короля Гутфрит, прибывший из Ирландии. Король Этельстан также объявил о своих правах на Нортумбрию, с войском выступил в поход, взял Йорк и принудил местных данов принести себе клятву верности. Олав Кваран и Гутфрит бежали к королю Шотландии Константину II. Таким образом впервые в истории все земли Англии оказались под властью одного правителя. Теперь северные границы владений Этельстана достигли Ферт-оф-Форта.

### Признание правителями Британии власти короля Англии
Закрепляя своё новое приобретение, король Этельстан 12 июля 927 года организовал в местечке Эамонт (Эамонт-Бридж, около Бамборо) встречу с правителями других областей Британии. Здесь присутствовали, по утверждению в «Англосаксонской хронике», князь Дехейбарта Хьюэл Дда, король Шотландии Константин II и правитель Бамборо и вице-король Берниции Элдред, а по добавлению Вильяма Мальмсберийского, также король Стратклайда Эоган I (или Оуэн). Присутствовавшие на встрече правители объявили о признании над собой верховной власти короля Этельстана и поклялись не иметь никаких союзов с язычниками (то есть викингами). Здесь же Этельстан стал крёстным отцом одного из сыновей короля Константина II, вероятно, Индульфа.
В следующие несколько лет Этельстан ещё больше укрепил свою власть в Британии, в первую очередь за счёт подчинения князей Уэльса и Корнуолла. В 928 году король Англии совершил поход против уэльсцев, заставил их правителей принести ему в Херефорде присягу верности и наложил на Уэльс тяжёлую дань:

…Он [Этельстан] добился от них того, о чём никто из его предшественников даже не смел подумать, а именно, что они ежегодно будут в качестве дани платить ему 20 фунтов золота, 300 фунтов серебра, а также 25 000 голов скота…— Вильям Мальмсберийский. Деяния английских королей.
Около 931 года Этельстан в Экстере принял присягу от корнуолльских правителей и установил границу между своими и их владениями.

### Поход в Шотландию
С момента присоединения к владениям короля Англии Нортумбрии в 927 году в течение 7 лет в источниках нет никаких сведений о англо-шотландских связях, поэтому неясно, что стало в 934 году причиной большого похода, организованного Этельстаном в Шотландию. Армия англосаксов к 28 мая собралась в Уинчестере и, выступив в поход под командованием самого короля Этельстана, 7 июня достигла Ноттингема. Войско сопровождали князь Дехейбарта Хьюэл Дда, король Гвинеда Идвал ап Анарауд и Морган ап Оуэн. Пройдя через Мерсию, войско дошло до Честер-ле-Стрит, где разбило лагерь, ожидая подхода кораблей. Отсюда Этельстан двинулся против короля Стратклайда Эогана I и нанёс ему поражение, затем вторгся во владения короля Константина II и достиг Дуннотара и Фортриу, в то время как его флот совершил нападение на Кейтнесс. Войско Этельстана разорило все области Шотландии, через которые оно прошло. В «Англосаксонской хронике» и трудах позднейших английских хронистов повествуется о безусловном успехе похода (Генрих Хантингдонский даже заявляет, что саксам не было оказано никакого сопротивления). В то же время ирландские Анналы Клонмакнойса говорят, что «…скотты заставили Этельстана возвратиться обратно без большой победы…». Вероятно, между Этельстаном и Константином II был заключён мир, так как Иоанн Вустерский писал, что король Шотландии передал королю Англии одного из своих сыновей в заложники и сопровождал войско англосаксов при возвращении в Англию. Одна из хартий Этельстана, данная в Букингеме 13 сентября 934 года, подписана Константином II с титулом суб-короля, то есть правителя, признающего над собой верховную власть короля Этельстана.
В 935 году король Шотландии присутствовал на собранном Этельстаном в Киренчестере витенагемоте и здесь, среди других подчинённых Этельстану правителей, таких как Хьюэл Дда и Эоган I Стратклайдский, подписал данную королём Англии хартию. На Рождество этого же года король Стратклайда Эоган I и несколько валлийских князей присутствовали на новом витенагемоте, созванном Этельстаном, но короля Шотландии на этом собрании не было.

### Битва при Брунанбурге
Подчинение Шотландии королю Англии вызвало ответные действия со стороны короля Константина II: он заключил направленный против Этельстана союз с королём Стратклайда Эоганом I и королём Дублина Олафом Гутфритссоном. В 937 году войско союзников, к которому присоединились несколько мелких валлийских и бриттских правителей, вторглось во владения Этельстана. Им навстречу вышло войско англосаксов во главе с королём Этельстаном и его братом Эдмундом. К северу от реки Хамбер произошло знаменитое сражение при Брунанбурге. Это была большая и кровавая битва, воспоминания о которой сохранились в памяти всех народов, в ней участвовавших. Наиболее известно описание битвы, содержащееся в «Англосаксонской хронике» и представляющее запись древнеанглийской поэмы, сочинённой, вероятно, в правление короля Эдмунда I. В результате сражения, длившегося весь день, англосаксы нанесли своим противникам сокрушительное поражение.

В «Англосаксонской хронике» сообщается:
…Этельстан державный, 
кольцедробитель,  
и брат его, наследник,  
Эадмунд, в битве  
добыли славу  
и честь всевечную  
мечами в сече  
 под Брунанбургом…
Анналы Ульстера вторят:«…В большом сражении, печальном и ужасном, безжалостно боролись…, в котором пали бесчисленные тысячи норманнов… И с другой стороны множество саксов пало, но Этельстан, король саксов, одержал великую победу…» В сражении были убиты сын короля Константина II, 5 северо-бриттских князей и 7 скандинавских ярлов из Ирландии.
Несмотря на масштаб победы, одержанной при Брунанбурге, больших результатов Этельстану эта победа не принесла, а его скорая смерть вновь привела Англию к столкновению со скандинавами и с Шотландией.

### Король всей Британии
После сражения при Брунанбурге могущество короля Этельстана достигло своего максимума. Его верховную власть признавали почти все правители Британии, подтверждавшие это своим участием в созываемых королём Англии витенагемотах и подписыванием хартий титулами, показывающими их подчинённость Этельстану. Это положение было зафиксировано в принятии Этельстаном нового титула — Король всей Британии, содержащегося на его монетах. Более того, в одной из хартий он наделён титулом, равным титулу императора: r[ex] tot[ius] B[ritanniae]. Согласно преданию, записанному Вильямом Мальмсберийским, Этельстану были доставлены легендарные реликвии — меч Константина Великого и копьё Карла Великого, что ещё больше должно было подчеркнуть его величие.
Влияние короля Этельстана особенно проявило себя в Уэльсе, князья которой стали постоянными участниками собраний знати Англии. Благодаря влиянию идеи укрепления королевской власти, осуществляемой Этельстаном, один из сильнейших правителей Уэльса, Хивел ап Каделл, впоследствии стал первым, принявшим титул короля Уэльса.
Влияние Этельстана распространялось не только на Британию, но и на земли на континенте. Среди лиц, нашедших убежище при его дворе, были Людовик IV Заморский, которому Этельстан помог в возвращении престола Западно-Франкского королевства, будущие герцог Бретани Ален II и король Норвегии Хакон I Добрый. Проводя политику заключения браков с самыми влиятельными правителями континентальной Европы, Этельстан в 917 или 919 году выдал одну из своих сестёр, Эадгифу, замуж за правителя Западно-франкского королевства Карла III Простоватого, в 926 году выдал другую сестру, Эадхильду, замуж за герцога Франции Гуго Великого, а в 929 году выдал свою третью сестру замуж за герцога Саксонии Оттона I Великого.
От времени короля Этельстана сохранилось несколько кодексов законов, составленных при его канцелярии.

### Смерть Этельстана

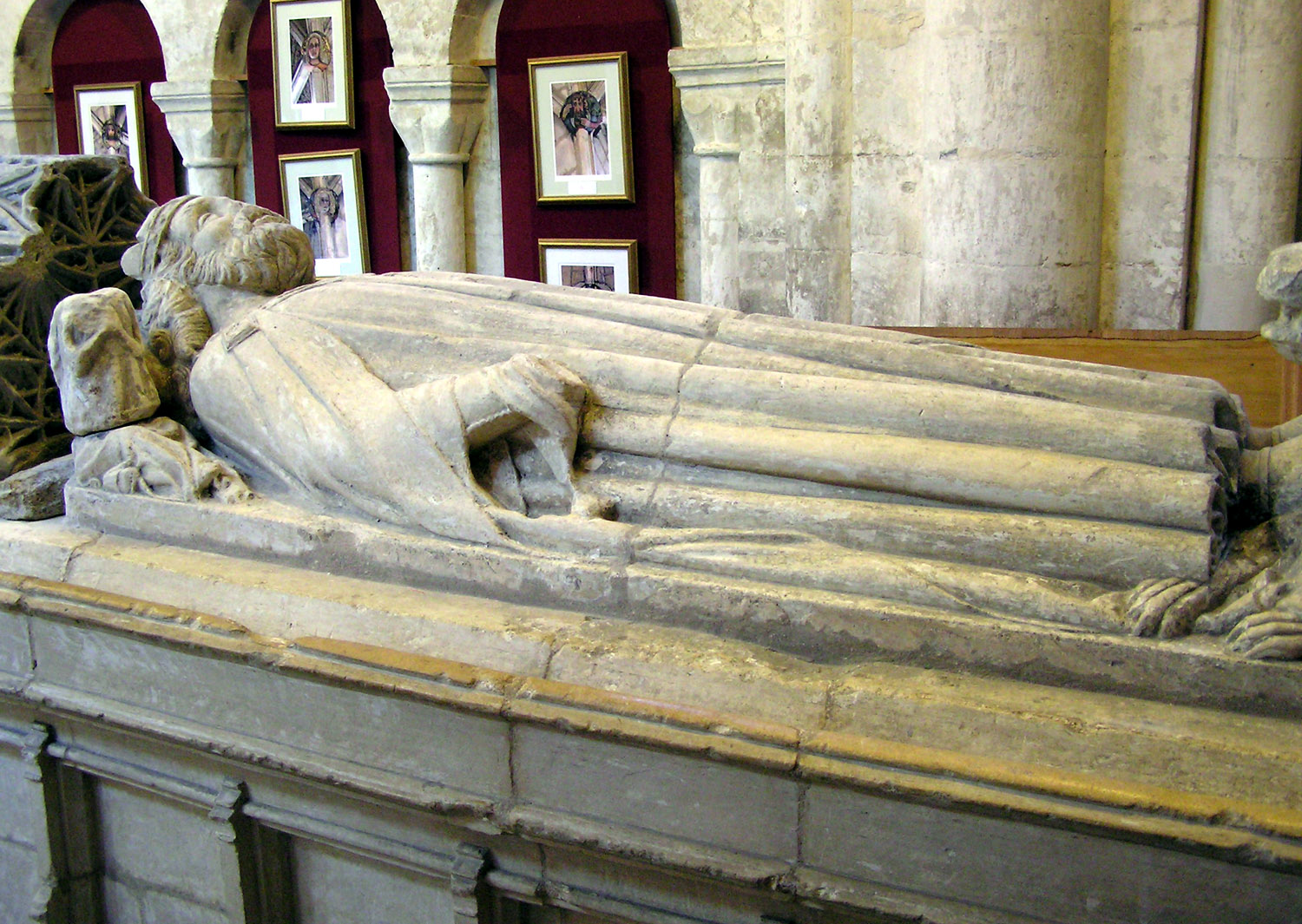
Надгробие Этельстана в аббатстве Мальмсбери.

Король Этельстан скончался в Глостере 27 октября 939 года. Согласно его воле, он был похоронен не в семейной усыпальнице Уэссекской династии в Уинчестерском соборе, а в особо им почитаемом и любимом аббатстве Мальмсбери. Останки Этельстана были утеряны в 1539 году, когда по приказу короля Генриха VIII были распущены все английские монастыри. В настоящее время король Этельстан считается покровителем и почётным гражданином города Малмсбери.
Этельстан не был женат. Поэтому трон перешёл к его брату, королю Эдмунду I.